# Оропеса (провінція)
Оропеса (ісп. Oropeza) — провінція в департаменті Чукісака, Болівія. Адміністративним центром провінції є місто Сукре, столиця країни й департаменту.

## Адміністративний поділ
Провінція поділяється на три муніципалітети, що в свою чергу поділяються на кантони.
| Назва  | Населення міста (2001) | Населення муніципалітету |
| ------ | ---------------------- | ------------------------ |
| Сукре  | 193 876                | 214 913                  |
| Йотала | 1 538                  | 9 497                    |
| Порома | 486                    | 16 966                   |

## Пам'ятки

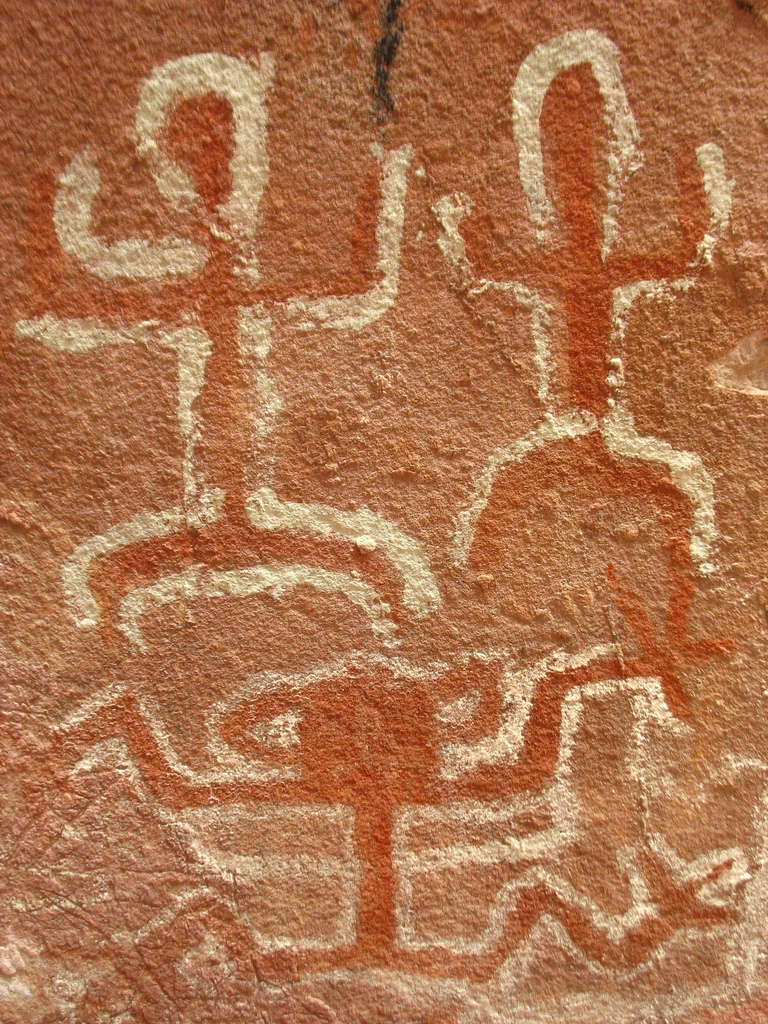
Печерні малюнки в Інка Мачай

У межах провінції розташовані археологічні пам'ятки Інка Мачай та Пума Мачай. 1958 року першу з них проголошено пам'яткою національного значення.